# دوري جزر كوك لكرة القدم 1971
دوري جزر كوك لكرة القدم 1971 (بالإنجليزية: 1971 Cook Islands Round Cup)‏ هو موسم من دوري جزر كوك لكرة القدم. فاز فيه Titikaveka F.C. ‏.